# Chrétiens démocrates pour la liberté
Les Chrétiens démocrates pour la liberté (en italien : Cristiani Democratici per la Libertà) est un mouvement politique de centre-droit fondé en 1998 et disparu en 2001.